# Haunt (мини-альбом The Meeting Place)
Haunt — второй мини-альбом Райана Делахуси из группы Blue October под новым псевдонимом The Meeting Place, вышедший в цифровом формате и на CD в 2019 году.

## Об альбоме
Haunt был записан в 2019 году. В него вошли сольные произведения Райана Делахуси. В отличие от первой работы Tufstrings (EP) заключается в том, что здесь представлены полноценные песни, а не инструментальные композиции. Все песни полностью написаны и записаны Райаном Делахуси и ранее нигде не исполнялись.
В CD-версию альбома вошел дополнительный трек «Softspot», который является кавер-версией песни «Debris» с альбома Sway (альбом Blue October) группы Blue October.
С концертными выступлениями Делахуси помогли коллеги по группе Blue October - гитарист Уилл Наак, бас-гитарист Мэтт Новески и барабанный техник Чарли Сейсс.

## Список композиций
| №  | Название          | Длительность |
| -- | ----------------- | ------------ |
| 1. | «Haunt»           | 2:11         |
| 2. | «When I Lose You» | 5:36         |
| 3. | «Save Me»         | 3:08         |
| 4. | «Strobelight»     | 3:19         |
| 5. | «Hollow Deed»     | 0:51         |